# 安特里赛道
安特里赛道是一条3英里（4.83公里）的赛道，位于英格兰默西赛德郡的安特里。该赛道在著名的安樹馬場内，并使用与赛马相同的看台。 它于1954年作为“北方古德伍德”建造，因此二者有许多共同点。这条赛道的表面铺设很好且相当平坦，高度从15米到30米不等。
这条赛道举办过五次一级方程式赛车英国大奖赛，包括1955年、1957年、1959年、1961年和1962年。
除了大奖赛之外，赛道还举办过11场非锦标赛的一级方程式比赛，被称为安特里200，1954年由斯特林·莫斯首次赢得，最后一位获胜者是1964年4月的杰克·布拉巴姆。安特里是1955年那场斯特林·莫斯驾驶梅赛德斯赢得他的第一个英国大奖赛冠军的著名比赛的举办地。两年后，他和托尼·布鲁克斯成为最先赢得英国大奖赛以及世界一级方程式锦标赛分站的英国车手，同时驾驶一辆英国赛车范沃尔。1957年的比赛有欧洲大奖赛的名誉称号，是当年最重要的一级方程式赛事，吸引了15万名观众。
完整的大奖赛赛道在1964年举办了最后一次比赛，但其中的一部分（俱乐部赛道）仍在开放，并且直到20世纪80年代初仍被用于比赛，从20世纪60年代中期到90年代末期由安特里赛道俱乐部运营。在20世纪80年代，108汽车俱乐部将拉力赛带回安特里赛道，以新的创新理念重振赛道的使用。今天，有限的赛车活动以冲刺赛、赛道日和摩托车赛等形式继续在俱乐部赛道上进行。